# Пцим (гмина)
Пцим (пол. Pcim) — сельская гмина (волость) в Польше, входит как административная единица в Мысленицкий повет, Малопольское воеводство. Население — 10 219 человек (на 2004 год).

## Демография
| Перепись                       | Всего   | Всего | Женщины | Женщины | Мужчины | Мужчины |
| ------------------------------ | ------- | ----- | ------- | ------- | ------- | ------- |
| Единицы                        | человек | %     | человек | %       | человек | %       |
| Население                      | 10 219  | 100   | 5081    | 49,7    | 5138    | 50,3    |
| Плотность населения (чел./км²) | 115,4   | 115,4 | 57,4    | 57,4    | 58      | 58      |

## Сельские округа
1. Пцим
2. Стружа
3. Тшебуня

## Соседние гмины
1. Гмина Будзув
2. Гмина Любень
3. Гмина Мшана-Дольна
4. Гмина Мысленице
5. Гмина Сулковице
6. Гмина Токарня
7. Гмина Виснёва